# Lena, Wisconsin
Lena là một làng thuộc quận Oconto, tiểu bang Wisconsin, Hoa Kỳ. Năm 2006, dân số của làng này là 529 người.